# Llista d'ocells de les Illes Marshall
Aquesta llista d'ocells de les Illes Marshall inclou totes les espècies d'ocells trobats a les Illes Marshall: 84, de les quals 1 hi fou introduïda i 5 estan globalment amenaçades d'extinció.
Els ocells s'ordenen per ordre i família.

## Procellariiformes

### Diomedeidae
- Phoebastria immutabilis
- Phoebastria nigripes

### Procellariidae
- Pterodroma neglecta
- Pterodroma externa
- Pterodroma cervicalis
- Pterodroma hypoleuca
- Pterodroma nigripennis
- Pterodroma longirostris
- Bulweria bulwerii
- Puffinus carneipes
- Puffinus pacificus
- Puffinus griseus
- Puffinus tenuirostris
- Puffinus nativitatis

### Hydrobatidae
- Oceanites oceanicus
- Nesofregetta fuliginosa
- Oceanodroma castro
- Oceanodroma leucorhoa

## Pelecaniformes

### Phaethontidae
- Phaethon aethereus
- Phaethon rubricauda
- Phaethon lepturus

### Sulidae
- Sula dactylatra
- Sula sula
- Sula leucogaster

### Fregatidae
- Fregata minor
- Fregata ariel

## Ciconiiformes

### Ardeidae
- Egretta sacra
- Bubulcus ibis

## Anseriformes

### Anatidae
- Chen caerulescens
- Branta hutchinsii
- Branta canadensis
- Anas penelope
- Anas strepera
- Anas crecca
- Anas platyrhynchos
- Anas acuta
- Anas clypeata
- Aythya valisineria
- Aythya fuligula

## Gruiformes

### Rallidae
- Porzana cinerea

## Charadriiformes

### Glareolidae
- Glareola maldivarum

### Charadriidae
- Pluvialis fulva
- Pluvialis squatarola
- Charadrius mongolus

### Scolopacidae
- Gallinago hardwickii
- Limosa limosa
- Limosa lapponica
- Numenius phaeopus
- Numenius tahitiensis
- Actitis macularius
- Tringa brevipes
- Tringa incana
- Tringa melanoleuca
- Tringa glareola
- Arenaria interpres
- Calidris alba
- Calidris ruficollis
- Calidris melanotos
- Calidris acuminata
- Tryngites subruficollis
- Philomachus pugnax

### Laridae
- Larus pipixcan

### Sternidae
- Anous stolidus
- Anous minutus
- Procelsterna cerulea
- Gygis alba
- Onychoprion fuscatus
- Onychoprion lunatus
- Onychoprion anaethetus
- Sternula albifrons
- Sterna sumatrana
- Sterna paradisaea
- Sterna hirundo
- Thalasseus bergii

## Columbiformes

### Columbidae
- Ptilinopus porphyraceus
- Ducula oceanica

## Cuculiformes

### Cuculidae
- Eudynamys taitensis

## Strigiformes

### Strigidae
- Strix fulvescens
- Pseudoscops clamator
- Asio flammeus

## Apodiformes

### Apodidae
- Apus pacificus

## Coraciiformes

### Alcedinidae
- Todiramphus sanctus

## Passeriformes

### Hirundinidae
- Hirundo rustica

### Passeridae
- Passer montanus[1]